# La Losilla
La Losilla – gmina w Hiszpanii, w prowincji Soria, w Kastylii i León, o powierzchni 7,9 km². W 2011 roku gmina liczyła 15 mieszkańców.